# Ficedula tricolor
El papamoscas tricolor (Ficedula tricolor) es una especie de ave paseriforme de la familia Muscicapidae que vive en el sur de Asia. También se ha denominado Digenea leucomelanura y Ficedula leucomelanura.

## Distribución y hábitat
Se encuentra en las montañas del subcontinente indio y el sudeste asiático septentrional, desde el Himalaya hasta China y el norte de Vietnam, distribuido por Bangladés, Bután, India, Laos, China, Birmania, Nepal, Pakistán, Tailandia y Vietnam. Su hábitat natural son los bosques de montaña templados y subtropicales. La especie no se encuentra amenazada.